# سامانه ملی مدل‌سازی انرژی
سامانه ملی مدل‌سازی انرژی (به انگلیسی: National Energy Modeling System) به اختصار (NEMS) مدل اقتصاد انرژی با تعادل کلی و برنامه‌ای میان مدت (۲۰۲۰ - ۱۹۹۰) است که توسط اداره اطلاع رسانی و وزارت انرژی آمریکا طراحی و پیاده‌سازی شده‌است. این مدل تولید، تبدیل، مصرف و قیمت‌های نهایی را در بازه زمانی آینده نشان می‌دهد. این کار را با توجه به مفروضات اساسی عوامل آماری، اقتصاد کلان، سیاست‌های فعلی و قانون‌گذاری، معیارهای انتخاب تکنولوژیکی، مشخصات عملکردی و هزینه تمام تکنولوژی‌های انرژی و منابع و در دسترس بودن منابع انجام می‌دهد.

## طرح کلی
NEMS ساختاری مدولار دارد و از ۱۳ مدول تشکیل یافته‌است. این مدول‌ها شامل یک مدول تلفیق‌کننده و ۱۲ مدول تحلیلی نسبتاً مستقل می‌باشند که سیستم انرژی داخلی، بازار جهانی انرژی و اقتصاد را نمایش می‌دهند. شکل ۲ شمای کلی این مدل را نشان می‌دهد.
مدل NEMS از شش زیر مدل اصلی تشکیل شده‌است:
- زیرمدل عرضه شامل چهار مدل برای عرضه نفت و گاز، انتقال و توزیع گاز طبیعی، زغال سنگ و سوختهای تجدیدپذیر،
- زیرمدل تبدیل شامل دو مدل برای پالایشگاههای پتروشیمی و برق
- زیرمدل تقاضا شامل چهار مدل برای تقاضا در بخش‌های خانگی، تجاری، حمل و نقل و صنعتی
- زیرمدل فعالیت‌های اقتصاد کلان؛ مدل شبیه سازی تعاملات سیستم اقتصادی و سیستم انرژی
- زیرمدل فعالیت بین‌المللی انرژی؛ مدل برای شبیه سازی قیمت جهانی نفت
- زیرمدل یکپارچه کننده؛ مدلی برای دستیابی به نقطه تعادل عمومی در بازارهای انرژی، بخشی از مدل یکپارچه کننده، زیرمدل سیاست انتشار آلودگی است که در آن میزان انتشار دی اکسید کربن و گاز متان تخمین زده می‌شود.[۲]

## ویژگی
ویژگی مهم NEMS این است که به جای آنکه هدفش رسیدن به حالت‌های برنامه‌ریزی شده باشد، نشان می‌دهد که سیستم کل انرژی با در نظر گرفتن حالات فعلی بازار انرژی و سیاست‌های برنامه‌ریزی شده، در آینده به چه جایگاهی خواهد رسید. از دیدگاه تئوری، NEMS می‌تواند حالت مطلوبی را در آینده در نظر بگیرد و با نگاه به عقب، مسیر لازم برای رسیدن به آن را پیدا کند. پیش‌بینی آینده با برون‌یابی شرایط کنونی و با توجه به سیاست‌های داده شده، انجام می‌پذیرد. هر مدول می‌تواند به‌طور جداگانه (مستقل از سایر اطلاعات NEMS) یا به‌طور هماهنگ با کل مدل، پارامترهای مربوط به آینده را پیش‌بینی کند.
مدلسازی قسمت تبدیل و انتقال از طریق برنامه‌ریزی خطی است و مدل تقاضا و عرضه، به صورت معادلات غیر خطی، مدل می‌شوند.